# 突擊砲

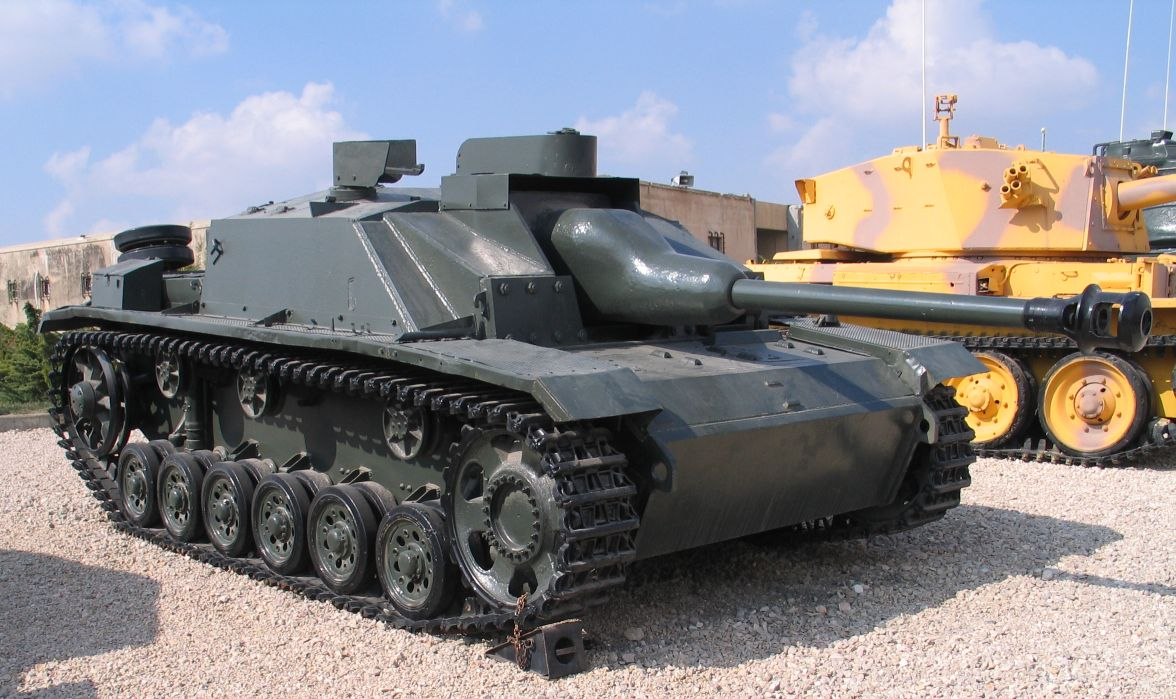
三號突擊砲（G型）。

突擊砲（德語：Sturmgeschütz）是一種活躍於第二次世界大戰的裝甲戰鬥車輛，由德軍等首先發展出來，後來他國（主要是蘇聯）受到影響而發展出其他型號。
大部份突擊砲外觀和戰車相似但沒有砲塔，車身相對低矮且射角受限。不同於集中進行機動打擊的坦克部隊，和主要作反戰車任務的驅逐戰車，突擊砲是一種直射火力，主要用於支援步兵掃蕩和摧毀敵人的堅強陣地。

## 使用情況

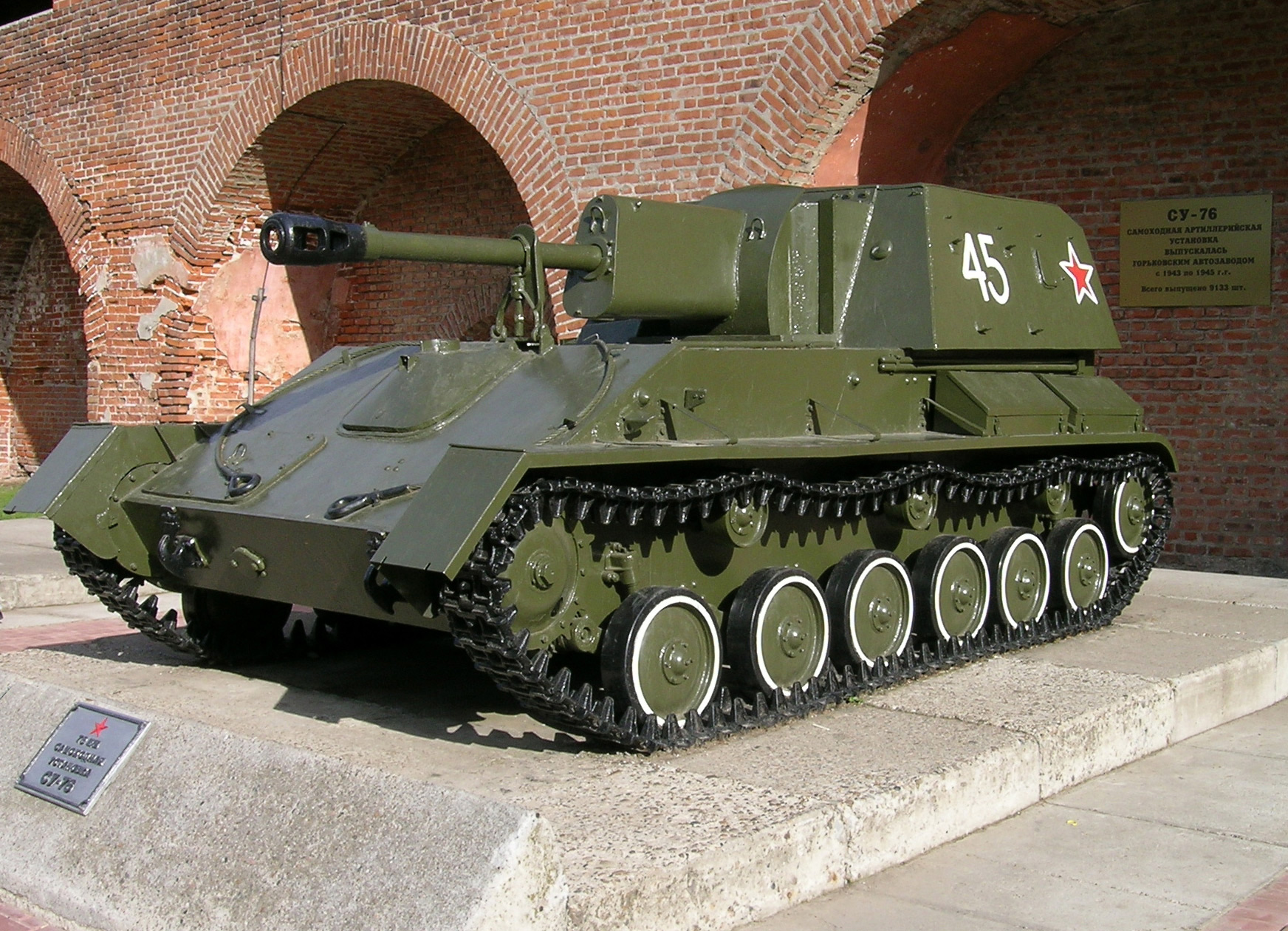
SU-76，裝備輕突擊砲團以支援步兵

突擊砲在德軍中受砲兵指揮。德軍突擊砲最初是搭載短砲身的加農砲，但在德軍戰車數量不足時開始搭載長砲管的反戰車砲，肩負反戰車的任務。生產突擊砲比生產坦克便宜，因此德國大量生產突擊砲以填補坦克產量不足。德軍在戰爭中生產的突擊砲主要是三號突擊砲，共約有10,000多輛。德軍突擊砲原本應該裝備反坦克大隊，但二戰後期各裝甲團也裝備大量突擊砲，作為填補坦克數目不足的權宜之計。
蘇軍方面，受到三號突擊砲成功的影響，也先後開發出SU-122、SU-85、SU-152、SU-76等，苏军自称为“自行火炮”，分別用作直接支援步兵，間接炮擊或反坦克作戰。二戰後期蘇軍每個坦克軍及機械化軍均裝備1個輕突擊砲團（SU-76）、1個中型自行火炮團（SU-85）和1個重型自行火炮團（SU-152或ISU-152等）。
另外，雖然英美兩國對突擊砲並不熱衷，但英國的AVRE版邱吉爾戰車，和部份裝備105mm榴彈炮的M4謝爾曼坦克，也應被視為突擊砲（兩者均保留砲塔）。

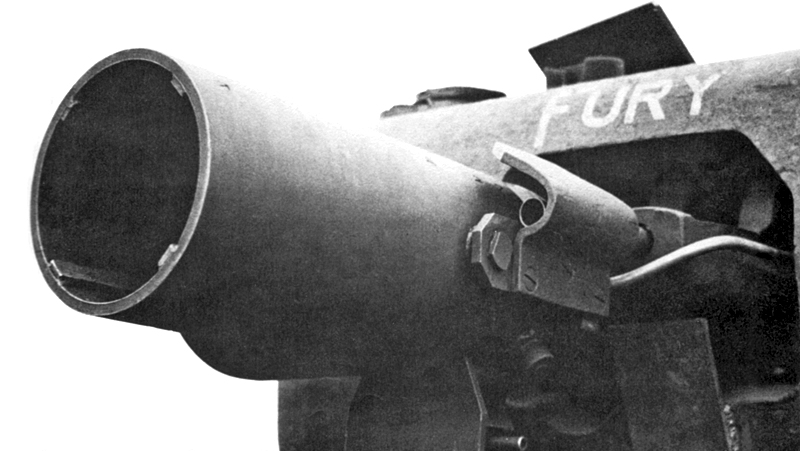
邱吉爾AVRE的230毫米臼炮

## 戰後使用情況
第二次世界大戰後，由於成型裝藥在無後座力炮的使用與反坦克飛彈的出現，前線部隊的火力得到增強，對突擊砲的需求減少。但美國及蘇聯還是開發出M56自走砲、ASU-57、ASU-85等突擊砲支援空降部隊。